# مسجد الشيخ الطريحي
مسجد الشيخ الطريحي هو أحد مساجد العراق ومن مساجد النجف التراثية والتأريخية، أسسه وبناه الشيخ فخر الدين الطريحي المتوفى عام 1085هـ، يقع المسجد في طراف البراق على مرتفع يعرف بجبل النور وفي محله عرفت بمحلة آل الطريح في وسط مدينة النجف.

## تاريخ المسجد
يعتبر من مساجد النجف واحد معالمها، يقع مسجد آل الطريحي في طرف البراق على مرتفع يعرف بجبل النور, وفي محله عرفت بمحلة آل الطريح، وتقع بالقرب من المسجد مقبرة العلامة الشيخ فخر الدين الطريحي المتوفى عام 1085هـ. وقيل: أن العلامة الشيخ نور الدين علي الكركي العاملي، المتوفى عام 940هـ، من آثاره الباقية في مدينة النجف هذا المسجد، الذي كان يعرف قديماً باسم ((مسجد المحقق الكركي)) ثم أصبح باسم ((مسجد الطريحي)), وأشار اليه الشيخ محمد السماوي بقوله:
```
****
```

ومسجد الطوسي والهندي
والكركي فيه والتركي
```
****
```

وعند تجديد المسجد عام 1398هـ / 1977م, كتب على بابه الكبير هذه العبارة ((أسسه يعقوب بن عبد الله الأسدي جد أسرة آل الطريحي في منتصف القرن السادس الهجري)) التي أشارت إلى تاريخ مدينة النجف، وقد وجد أن المسجد قد حصلت عليه إصلاحات وترميمات، ففي عام 1213هـ، جدد المسجد وكتب على بابه بالحجر القاشي تاريخ التجديد، وفي عام 1330هـ، عمره الحاج عبد المحمد الصفار, وكان التجديد الأخير في عام 1398هـ / 1977م، وقد فتح للمسجد باب ثان, وقد كتب على الباب الصغير : (( هذا جامع الإمام الفقيه اللغوي المحدث الشيخ فخر الدين الطريحي الأسدي , المتوفى عام 1085هـ )) وهذه الأبيات :
```
****
```

رزء أصحاب خشى الهدى والدين
مذ ( فخره ) أودى بسهم منون
```
****
```

علم له علم العلوم وفضله
مشور أعلام ليوم الدين
```
****
```

سل ( مجمع البحرين ) والدرر التي
جمعت به عن علمه المخزون
```
****
```

وانظر لتأليفاته وبيانه الشا
في بعين بصيرة ويقين
```
****
```

لا فخر حيث تضيف ( أصحاب )
أرخ ( وطيد بعد فخر الدين )
```
****
```

وأدى بعض الفقهاء صلاة الجماعة في مسجد آل الطريحي, واستخدم للفواتح والمآتم الحسينية, وورد في المصادر الحكومية باسم ((جامع الطريحي)).